# Gregory Martin
Gregory Martin (Maxfield, 1542 – Reims, 1582) è stato un presbitero, docente e letterato britannico; è ricordato per essere stato il principale artefice della Bibbia di Douai-Rheims.

## Biografia
Nacque a Maxfield, parrocchia di Guestling, nella contea del Sussex (Sud-est dell'Inghilterra). Fu uno dei primi studenti ad iscriversi al St John's College di Oxford, nel 1557. Il St John's College era stato fondato dal ricco mecenate Thomas White per formare una schiera di sacerdoti cattolici ben istruiti, adatti a sostenere la politica di restaurazione del cattolicesimo propugnata dalla regina Maria. Al College, Martin conobbe Edmund Campion futuro sacerdote gesuita, anch'egli iscritto dal primo anno. 
Nel 1558 salì al trono Elisabetta I, protestante, la quale avviò una politica di anglicanizzazione forzata del popolo inglese. Nessun altro credo fu consentito al di fuori di quello anglicano. Martin si conformò alla legge dello stato e fu ordinato diacono della Chiesa anglicana. Finiti gli studi, fu chiamato come precettore nella famiglia del duca di Norfolk, dove ebbe tra i suoi allievi Filippo, conte di Arundel (futuro martire e santo della Chiesa cattolica). Nello stesso periodo avviò un'intensa corrispondenza epistolare con Campion.
Nel 1570 Elisabetta I fu scomunicata dal papa; per reazione scatenò una persecuzione sui cattolici volta a sradicare il cattolicesimo dalla Gran Bretagna. Martin, che aveva maturato in segreto la propria conversione, lasciò l'Inghilterra e si trasferì nelle Fiandre, dove appena due anni prima era stato fondato un collegio inglese cattolico. Qui conobbe il fondatore William Allen. Il collegio si trovava nella cittadina di Douai. Martin continuò a scrivere a Campion, che nello stesso periodo stava decidendo di ritornare all'«antica fede», e lo convinse a raggiungerlo a Douai. I due si rividero nella cittadina fiamminga.
Martin si iscrisse al corso di teologia. Terminati gli studi, fu ordinato sacerdote nel marzo 1573. Tre anni dopo si recò a Roma per assistere Allen nella fondazione del Collegio Inglese. Martin rimase due anni nell'Urbe, durante i quali organizzò il corso di studi nel nuovo collegio. 
Nel 1578 il Collegio inglese di Douai si trasferì nella città francese di Reims a causa di disordini politici. Allen incaricò Martin di organizzare la nuova sede e lasciò Roma per Reims.
Fu negli anni trascorsi a Reims (1578-1582) che padre Martin effettuò la traduzione integrale della Bibbia dalla Vulgata all'inglese. Fu William Allen a scegliere Martin come direttore dell'équipe di studiosi incaricati della gravosa impresa. Martin chiamò Thomas Worthington, Richard Bristow e William Reynolds per assisterlo nel lavoro, in particolare nella revisione del testo e nella preparazione delle note adeguate ai passaggi più usati dai protestanti. Lo stesso Allen volle dare un contributo operativo.

## Opere
Nel 1578 scrisse A Treatise of Schisme che fu stampato nella tipografia di William Guglielmo Carter nel 1580.
Nel 1582 tradusse per la prima volta la Vulgata in inglese, pubblicando quindi quella che è nota come Bibbia di Douai-Reims. La versione è opera sua, le note invece sono dei suoi collaboratori William Allen, Thomas Worthington, Richard Bristow, William Reynolds.
- Treatise of Schisme (Douai, 1578).
- (EN) Gregory Martin, Discovery of the Manifold Corruptions of the Holy Scripture by the Heretikes of our Daies, Reims, Iohn Fogny, 1582.
- Reims Testament and Douai Bible (Reims, 1582 and Douai, 1609/1610).
- (EN) Gregory Martin, A treatyse of christian peregrinations, Reims, Richard Verstegen, 1583.
- A treatyse of the love of the Soul (St Omer, 1603).
- (LA) Gregory Martin, Gregorius Martinus ad Adolphum Mekerchum pro veteri et vera Græcarum Literarum Pronunciatione, Oxoniae, e Theatro Sheldoniano, 1712.
- (EN) Gregory Martin, Roma Sancta, a cura di George Bruner Parks, Edizioni di Storia e Letteratura, 1969.